# Gallicolumba crinigera
La paloma apuñalada de Mindanao (Gallicolumba crinigera), también conocida como corazón sangrante de Bartlett, es una especie de ave columbiforme de la familia Columbidae endémica de las Filipinas.
Se llama así porque tiene una mancha roja en su pecho. El nombre del género deriva de una fusión del latín gallus («pollo») y columba («paloma»).

## Descripción
La eespecie mide unos 29 cm de longitud y pesa 184 a 204 g. Frente, píleo, nuca y manto son de color verde metálico, un poco más apagado en la frente y los lados de la cabeza. De la espalda a la rabadilla es de un marrón con franjas verdes. Las plumas de las coberteras superiores y centrales de la cola son marrón violáceo, el mentón y la garganta son blancos. Lo más llamativo es una mancha rojiza (parecida a sangre) en el pecho, de ahí el nombre común. La parte inferior del pecho hasta la cola inferior es de una naranja oxidado, un poco más oscuro en el pecho y los flancos y más pálido en el vientre. El ala inferior es castaño y negruzco en los bordes. El escudo del ala es un marrón apagado con grandes consejos que hacen tres barras de ala distintas. Los sexos son similares en apariencia aunque puede haber algunos dimorfismo en coloración iris. Los juveniles son de color castaño oscuro o marrón rojizo con algunas franjas metálicas en el manto y escapular.

## Comportamiento
Es un ave tímida que normalmente le tema al peligro, por lo que pasa la mayor parte de su tiempo en el suelo del bosque, y solo vuela distancias cortas si es asustado. Se posa en los árboles cuando está realmente asustado o cuando anidan o se va a dormir. El llamado es un repetido «woo-oo» similar al de la mayoría de las palomas y pichones. Es un espectáculo poco común debido a su comportamiento críptico.

### Reproducción
El cortejo se caracteriza con subir y bajar lentamente las alas a intervalos regulares durante unos pocos segundos. La hembra pone un solo huevo de color blanco cremoso, que incuba durante 15 a 18 días (dependiendo del clima) y los polluelos son capaces de volar luego de 15 a 16 días de incubación. Se cree que el período de reproducción tiene lugar durante la temporada de lluvias (marzo a junio).

### Alimentación
Esta especie se alimenta en el suelo del bosque, con bayas, semillas, gusanos e insectos. En cautiverio, normalmente son alimentados con granos, verduras y semillas de cotorra.

## Distribución y hábitat
La paloma apuñalada de Mindanao existe (o solía existir) en las islas filipinas de Sámar, Leyte, Basilán, Mindanao, Bohol y Dinagat. Es una de las tres palomas luzónicas nativas con su propia isla o islas de las Filipinas en particular. Aparece naturalmente en bosques húmedos tropicales de tierras bajas primarios y secundarios hasta una altura de 750 m.

## Subespecies
De acuerdo a Alan P. Peterson, existen tres subespecies :
- Gallicolumba crinigera bartletti (Sclater PL, 1863) en Basilan (de ahí el nombre sinónimo Gallicolumba crinigera basilanica) con una mancha en el pecho más pálida que la subespecie tipo, extinto en la naturaleza aunque todavía hay especímenes cautivos en el Zoológico de San Diego ;
- Gallicolumba crinigera crinigera (Pucheran, 1853) en Mindanao y Dinagat ;
- Gallicolumba crinigera leytensis (Hartert, 1918) en Sámar, Leyte y Bohol con un diseño diferente de mancha.

## Estado de conservación
Las principales amenazas son la destrucción de hábitat por la deforestación y la caza excesiva para la alimentación y el comercio de mascotas. La situación de la especie no es lo suficientemente conocida como para una evaluación definitiva. Inicialmente era una especie bajo preocupación menor en 1988. Posteriormente fue elevado a «vulnerable» en 1994 y llegó a «especie en peligro» en 2000. Con un descenso todavía no resuelto, que fue bajado a «vulnerable» en la Lista Roja de la UICN de 2007.

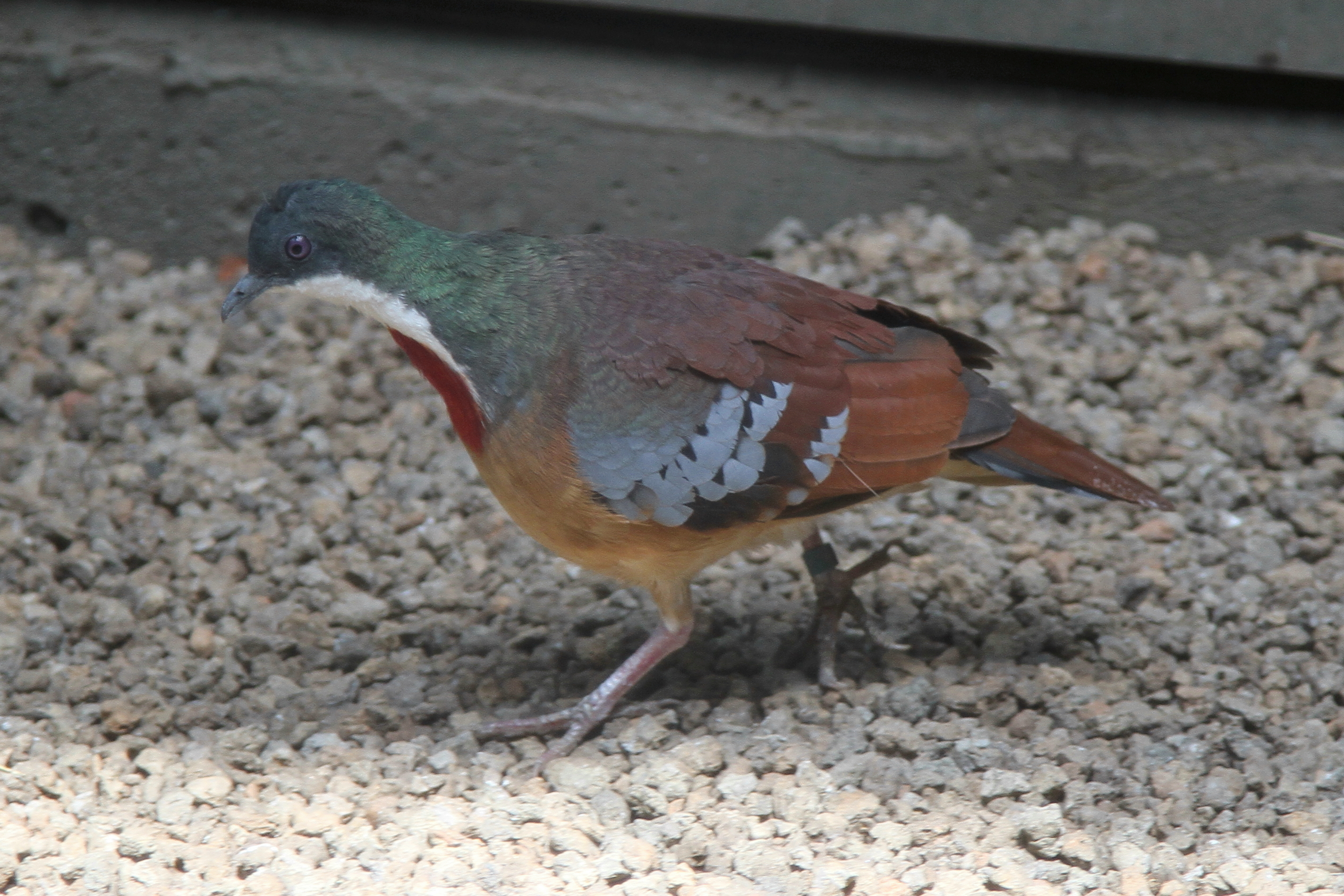
En el Zoológico de Filadelfia.
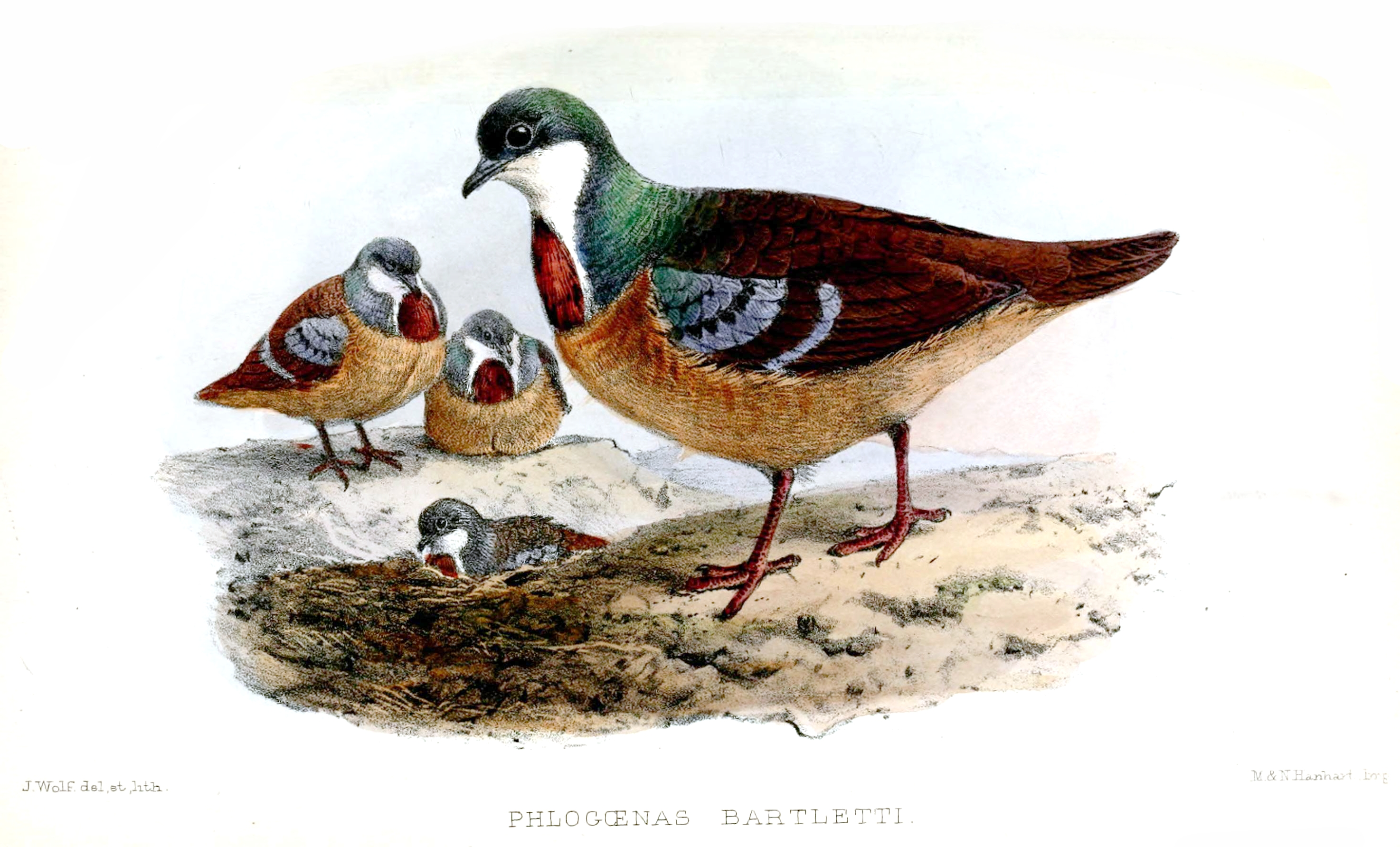
G. c. bartletti.